# Шлемы Древней Армении
История эволюции шлемов Древней Армении восходит к аборигенам Армянского нагорья с середины II тысячелетия до н. э. Этим временем датируются находки самых ранних шлемов и изображения на предметах искусства. 

## Классификация
До наших дней не сохранились сведения о формах древнейших шлемов. Металлические шлемы, судя по их изображениям на предметах искусства, появились в Древней Армении только во второй половине II тыс. до н.э., да и то лишь у представителей племенной знати. Головными уборами, в какой-то мере защищавшими головы рядовых воинов (до появления металлических шлемов у представителей знати), являлись кожаные, войлочные, деревянные или меховые шапки, которые, по всей видимости, укреплялись металлическими пластинами или бляхами.
По форме древнеармянские металлические шлемы делятся на три основных группы, каждая из которых имеет свои типы и варианты:
1. шлемы с гребнями,
2. шлемы в виде остроконечных шишаков,
3. шлемы с шипастыми и роговидными выступами.

### Шлемы колесничих
Наиболее древними из известных нам и найденных на Армянском нагорье являются шлемы колесничных, стоящих в кузовах бронзовых моделей колесниц из богатых курганов Лчашена, датируемые XIV-XIII веком до н. э. Среди шлемов этого типа можно выделить два варианта. Шлемы обоих вариантов имеют форму полукруглой каски с гребнем. На шлемах первого варианта  гребень находится прямо в центре каски и охватывает её с двух сторон в виде высокого полулуния. Шлемы второго варианта имеют такую же форму каски, но отличаются формой гребней. Так, на одном из них гребень плоский, высокий и выступает над каской под углом. Тыльная сторона этого гребня более узкая и длинная вследствие чего он несколько нависает над каской. Гребень другого шлема более узкий, слегка округленный спереди. Он занимает как бы промежуточное положение между гребнем первого и второго вариантов.
Шлемы лчашенских колесничих имеют некоторое сходство с хеттским шлемом из Богазкоя, хотя и отличаются от него. Хеттский шлем имеет вытянутую каску, вследствие чего его более узкий гребень охватывает головку шлема с двух сторон, к тому же он снабжён оперением. Более близкой аналогией второго лчашенского шлема является шлем из Кархемыша (VIII век до н.э.), но он отличается несколько более высоким гребнем и оперением. Это позволяет предположить более раннее бытование шлемов кархемышского типа, хотя на территории Армении и Передней Азии они не обнаружены. Предположение, что раннеурартские шлемы по форме гребня более близки к лчашенскому и кархемышскому типу, нежели богазкойскому, кажется тем более вероятным.
Для того, чтобы установить, откуда ведут своё происхождение шлемы лчашенских колесничных, необходимо определить происхождение самих моделей колесниц. В лчашенских курганах, как известно, были найдены три бронзовые модели боевых колесниц. 
Первая модель лчашенской колесницы, обнаруженная в кургане №1, стоит на отдельно отлитой небольшой прямоугольной площадке (9,4х6 см) с резными бортами в нижней части имеет массивный штырь для закрепления в дышле повозки. Колесница имеет небольшой кузов, закрытый с трёх сторон высокими прорезными бортами и открытый сзади. В кузове стоят два воина с кинжалами и в высоких гребенчатых шлемах. Одной рукой они держатся друг за друга, а другой - шлемы. В центре задней части кузова находится выступ, помогающий колесничным при необходимости вскакивать на ходу на колесницу или выскакивать из неё. Колёса массивные, с восемью спицами, дышло сильно изогнутое. Колесница запряжена двумя конями под ярмо. На дышле расположены четыре фигурки птиц.
Вторая модель  лчашенской колесницы в основном повторяет форму первой, отличаясь от неё размерами и некоторыми деталями. Она стоит на такой же прорезной площадке, как и первая модель, но в отличие от первой эта площадка имеет не штырь, а якореобразную подставку.